# Hamza Adnan-Karim
Hamza Adnan Karim (6 febbraio 1997) è un taekwondoka tedesco.

## Palmarès
- Europei

Montreux 2016: argento nei 68 kg.